# Fayum A
Fayum A es el nombre que se da a una cultura neolítica surgida en el Egipto predinástico alrededor del V milenio a. C. Es llamada así porque se encontraron asentamientos en la depresión de Fayum, un oasis situado a 80 km al suroeste de El Cairo, junto al lago Birket Qarun, probablemente una sabana en aquella época. Es contemporánea de las culturas Fayum B (Nabta Playa) y Merimdense.
Sus habitantes se dedicaban a la caza y pesca, ganadería, el cultivo esporádico y la fabricación de cerámica.

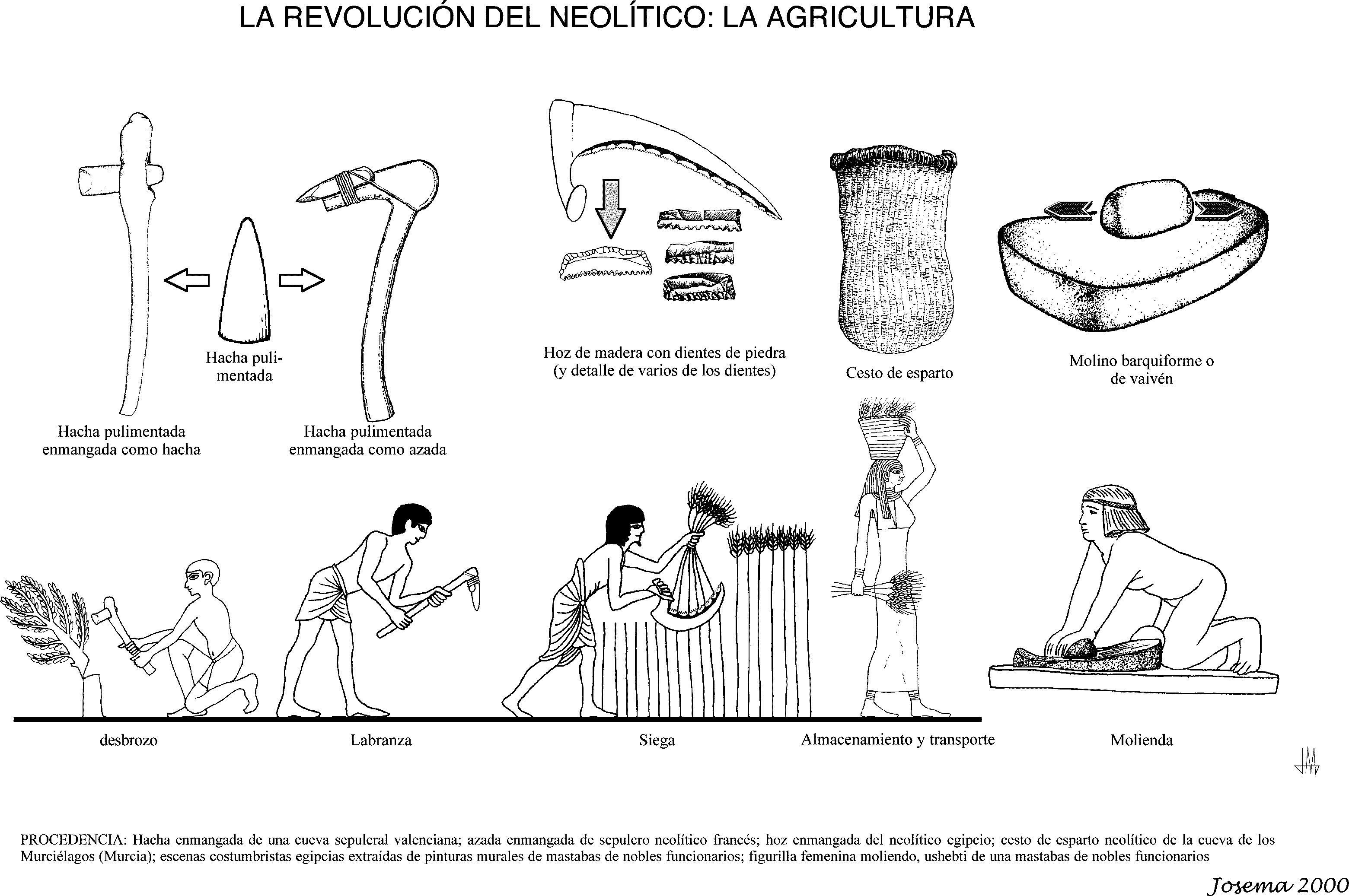
Esquema de las actividades agrícolas del Neolítico y sus herramientas, según antiguas representaciones egipcias.

## Cronología
El primer asentamiento está situado en la parte norte de la depresión de Fayum, y está datado cerca 5200 a. C., durante una época seca que dura hasta el 4000 a. C. Al comienzo del IV milenio a. C., el clima del desierto conllevaba violentas precipitaciones. El final de la cultura del Fayum se puede fechar alrededor de 4000 a. C. Tras ella apareció la cultura Moerien.

## Sociedad
Es el más antiguo de los asentamientos egipcios neolíticos que se han encontrado. Entre sus restos hay graneros, que contuvieron trigo y cebada. Las viviendas eran de caña o paja trenzada, y es probable que tuvieran ovejas y cabras, como otros pueblos neolíticos.

## Herramientas
Para la producción de sus utensilios, las gentes utilizaron fragmentos de sílex y de otras rocas que fueron recogiendo en la superficie del desierto. Con los fragmentos grandes fabricaron hachas. Su origen se cree que está, probablemente, al noreste de la depresión de Fayum. Los instrumentos más importantes se pueden dividir en cuatro tipos: herramientas talladas, dentadas, raspadores y hachas pulimentadas. Mucho más raros son los taladros, buriles o raspadores. Además de bifaces se han encontrado herramientas que apuntan a tareas concretas y definidas, como equipos agrícolas (hoces) y cuchillos, o bien de propósito general, como puntas de flecha. Por lo que se conoce acerca de esta cultura, parece que en los 1000 años de evolución la industria de herramientas de piedra no avanzaron mucho.

## Cerámica
Se han descubierto vasijas de cerámica de formas esférica y semiesférica, jarrones con cuellos más o menos cilíndricos, tazas de diferentes tamaños y platos.

## Relaciones con otras culturas
Entre el patrimonio cultural Merimdense y el de Fayum A hay relaciones familiares, especialmente con respecto a la fabricación de equipos de piedra (como las bifaces de sílex) y cerámica. Se da por hecho que Fayum A es anterior por la falta absoluta de metales entre sus restos. Posiblemente haya surgido de una emigración desde Oriente Medio, concretamente del valle del Jordán.

## Asentamientos
Hay grandes asentamientos de esta cultura, como los excavados en Kom W y Kom K, con más de 100 chimeneas. Están situados a 8,5 km y 8 km respectivamente de la actual orilla norte de Birket Qarun, aunque en la época en que se utilizaron la distancia era de 1 km. Tienen numerosas bodegas que parecen dedicadas a almacén, probablemente para granos. Se encontraban en un terreno alto, incluso lo suficiente para evitar las inundaciones periódicas, lo que apunta a un establecimiento permanente.
Se han encontrado restos de fogatas que se han asociado a ocupaciones estacionales relacionadas con la caza y pesca así como con los llamados «sitios de matanza». La mayoría de ellos están localizados cerca del lago, y entre sus restos se encuentran hipopótamos, vacas, ovejas, cabras, animales silvestres y numerosos peces. Se aprecia que el ganado jugaba un papel menor en el almacén de alimentos, donde predominan los restos de peces. La caza se llevaba a cabo en la zona costera del lago y pastoreaban en las praderas de los alrededores. También se han encontrado muelas para el grano junto a la laguna, que se llevarían allí durante los periodos secos.
En la época húmeda la población se reunía en los asentamientos mayores que se encuentran sobre el nivel del lago. Durante este tiempo se dedicaban a la agricultura, como indican las numerosas bodegas y los restos de equipos de cosecha y molienda de grano. Otro de los objetivos económicos era la cría y mantenimiento de animales de granja; aunque la caza no se descuidó, era de menor importancia.

### Citas
1. ↑  de la Torre Suárez, Juan: Egipto Neolítico predinastico.
2. ↑  Trigger, 1983, p. 6